# Mimadelphus vellosus
Mimadelphus vellosus är en tvåvingeart som beskrevs av Hesse 1972. Mimadelphus vellosus ingår i släktet Mimadelphus och familjen Mydidae.
Artens utbredningsområde är Namibia. Inga underarter finns listade i Catalogue of Life.